# Ricardo Ojeda Lara
Ricardo Ojeda Lara (nacido el 26 de enero de 1993) es un tenista profesional de España, nacido en la localidad de El Puerto de Santa María, España.

## Carrera
Su mejor ranking individual es el N.º 171 alcanzado el 9 de octubre de 2017, mientras que en dobles logró la posición 565º el 15 de octubre de 2012.
No ha logrado hasta el momento títulos de la categoría ATP, pero si de la ATP Challenger Tour.

## Challengers y Futures (1+19)
| Leyenda         |
| --------------- |
| Challengers (1) |
| Futures (12+7)  |

### Individuales (1)
| N.º | Fecha                | Torneo                  | Superficie    | Oponentes             | Resultado |
| --- | -------------------- | ----------------------- | ------------- | --------------------- | --------- |
| 1.  | 20 de agosto de 2017 | Challenger de Meerbusch | Tierra batida | Andreas Haider-Maurer | 6-4, 6-3  |

### Individuales (12)
| N.º | Fecha      | Torneo       | Superficie    | Oponente                 | Resultado           |
| --- | ---------- | ------------ | ------------- | ------------------------ | ------------------- |
| 1.  | 27.04.2014 | España F6    | Tierra batida | Iván Arenas-Gualda       | 3-6, 6-3, 6-3       |
| 2.  | 02.11.2014 | Portugal F12 | Dura          | Romain Barbosa           | 6-1, 6-3            |
| 3.  | 23.08.2015 | España F26   | Tierra batida | Juan Lizariturry         | 7-6(3), 6-1         |
| 4.  | 29.05.2016 | España F15   | Dura          | Eduardo Struvay          | 6-1, 6-7(5), 6-4    |
| 5.  | 03.07.2016 | España F19   | Dura          | Adrián Menéndez-Maceiras | 6-2, 6-3            |
| 6.  | 10.07.2016 | España F20   | Tierra batida | Pedro Martínez Portero   | 6-1, 6-4            |
| 7.  | 09.10.2016 | Portugal F12 | Dura          | Gianni Mina              | 6-3, 1-6, 7-5       |
| 8.  | 20.11.2016 | España F37   | Dura          | Joao Monteiro            | 6-4, 6-1            |
| 9.  | 27.11.2016 | España F38   | Dura          | Peter Bothwell           | 6-0, 6-2            |
| 10. | 29.01.2017 | España F2    | Tierra batida | Pedro Cachín             | 6-4, 6-3            |
| 11. | 19.02.2017 | España F5    | Tierra batida | Daniel Muñoz de la Nava  | 6-7(3), 6-2, 7-6(3) |
| 12. | 05.03.2017 | Portugal F1  | Dura          | Joao Monteiro            | 6-3, 6-1            |

#### Finalista (9)
| N.º | Fecha      | Torneo      | Superficie    | Oponente               | Resultado     |
| --- | ---------- | ----------- | ------------- | ---------------------- | ------------- |
| 1.  | 13.10.2013 | Portugal F9 | Tierra batida | Taro Daniel            | 0-6, 3-6      |
| 2.  | 04.05.2014 | España F7   | Tierra batida | Iván Arenas-Gualda     | 2-6, 2-6      |
| 3.  | 22.06.2014 | España F14  | Tierra batida | Jorge Hernando Ruano   | 2-6, 6-4, 3-6 |
| 4.  | 17.05.2015 | Portugal F5 | Dura          | Georgi Rumenov Payakov | 0-6, 4-6      |
| 5.  | 21.06.2015 | España F17  | Dura          | Carlos Gómez-Herrera   | 4-6, 2-6      |
| 6.  | 09.08.2015 | España F24  | Tierra batida | David Vega Hernández   | 3-6, 6-4, 5-7 |
| 7.  | 23.10.2016 | España F34  | Tierra batida | Mario Vilella Martínez | 3-6, 3-6      |
| 8.  | 22.01.2017 | España F1   | Tierra batida | Jaume Munar            | 3-6, 3-6      |
| 9.  | 11.06.2017 | España F16  | Tierra batida | Attila Balazs          | 3-6, 6-1, 5-7 |

### Dobles (7)
| N.º | Fecha      | Torneo      | Superficie    | Compañero                    | Oponentes                                 | Resultado         |
| --- | ---------- | ----------- | ------------- | ---------------------------- | ----------------------------------------- | ----------------- |
| 1.  | 01.04.2012 | Turquía F12 | Dura          | Oriol Roca Batalla           | Haluk Akkoyun Richard Ruckelshausen       | 6-7(5), 6-1, 10-8 |
| 2.  | 26.08.2012 | España F25  | Dura          | Oriol Roca Batalla           | Erik Crepaldi James Marsalek              | 7-6(3), 7-6(7)    |
| 3.  | 13.10.2013 | Portugal F9 | Tierra batida | Ricardo Rodríguez-Pace       | Iván Arenas-Gualda Joao Domingues         | 4-6, 6-3, 10-8    |
| 4.  | 28.09.2014 | España F28  | Dura          | David Pérez Sanz             | Arkadiusz Kocyla Hassan Ndayishimiye      | 6-1, 7-6(4)       |
| 5.  | 16.08.2015 | España F25  | Dura          | Andrés Artunedo Martinavarro | Iván Arenas-Gualda Jorge Hernando Ruano   | 6-7(4), 6-3, 10-5 |
| 6.  | 01.05.2016 | España F11  | Dura          | Andrés Artunedo Martinavarro | Elie Rousset Joan Soler                   | 6-4, 5-7, 10-4    |
| 7.  | 22.01.2017 | España F1   | Tierra batida | Pedro Martínez Portero       | Sergio Martos Gornes David Vega Hernández | 6-7(5), 6-0, 10-4 |

#### Finalista (6)
| N.º | Fecha      | Torneo     | Superficie    | Compañero                    | Oponentes                                    | Resultado      |
| --- | ---------- | ---------- | ------------- | ---------------------------- | -------------------------------------------- | -------------- |
| 1.  | 02.10.2011 | España F35 | Tierra batida | Axel Álvarez Llamas          | Steven Diez Fernando Vicente                 | 2-6, 1-6       |
| 2.  | 29.04.2012 | España F9  | Tierra batida | Jordi Muñoz-Abreu            | Alexander Lobkov David Souto                 | 6-7(2), 6-7(4) |
| 3.  | 23.09.2012 | España F29 | Dura          | Oriol Roca Batalla           | Iván Arenas-Gualda Jaime Pulgar-García       | 4-6, 3-6       |
| 4.  | 07.10.2012 | España F32 | Tierra batida | Oriol Roca Batalla           | Jordi Marse-Vidri Gabriel Trujillo-Soler     | 2-6, 2-6       |
| 5.  | 28.07.2013 | España F23 | Tierra batida | Oriol Roca Batalla           | Juan Lizariturry David Vega Hernández        | 3-6, 6-0, 8-10 |
| 6.  | 24.04.2016 | España F10 | Tierra batida | Andrés Artunedo Martinavarro | Roberto Ortega-Olmedo Georgi Rumenov Payakov | 0-6, 1-6       |